# لينا دياب
لينا دياب (25 أغسطس 1985 -)، ممثلة سورية.

## عن حياتها
خريجة أدب عربي. وخريجة المعهد العالي للفنون المسرحية لعام 2009 ، بدأت التمثيل بعام 2008 عندما اكتشفها الفنان نجدة إسماعيل أنزور.

### الأفلام
- 8 ميليمتر ديجيتال
- دمشق مع حبي

## أعمالها

### من المسلسلات
- رياح الخماسين
- ابن قزمان بدور "شمس"
- أصوات خافتة.
- ماملكت أيمانكم. بدور "دانيا"
- الدبور - جزئين بدور "كريمة"
- وراء الشمس. بدور "لاره"
- صايعين ضايعين.
- الدبور 2 بدور "كريمة"
- كشف الاقنعة بدور "الطبيبة الشرعية"
- العشق الحرام. بدور "لينا"
- المفتاح بدور "رنا"
- الأميمي. بدور "سعاد"
- الولادة من الخاصرة 2
- أيام الدراسة 2 بدور "رسمية"
- خلصت
- الشبيهة
- زنود الست
- حائرات
- وطن حاف
- حدث في دمشق
- الولادة من الخاصرة 3: منبر الموتى بدور "زينة"
- قمر الشام
- تحت سماء الوطن
- حدث قي دمشق (يا مال الشام)
- طاحون الشر بدور "مروة"
- الإخوة.
- خواتم
- فارس وخمس عوانس بدور "فرح"
- صرخة روح3

## روابط خارجية
- لينا دياب على موقع قاعدة بيانات الأفلام العربية